# Барбадос на Светском првенству у атлетици у дворани 2022.
Барбадос је учествовао на 18. Светском првенству у атлетици у дворани 2022. одржаном у Београду од 18. до 20. марта осми пут. Репрезентацију Барбадоса представљала су 3 атлетичара (1 мушкарац и 2 жене) који су се такмичили у 3 дисциплине (1 мушка и 2 женске).,
На овом првенству такмичари Барбадоса нису освојили ниједну медаљу нити су остварили неки резултат.

## Учесници
| Мушкарци: - Марио Берк — 60 м | Жене: - Сада Вилијамс — 400 м - Акела Џонс — Скок удаљ |

## Резултати

### Мушкарци
| Атлетичар  | Дисциплина | Лични рекорд | Квалификације | Квалификације | Полуфинале | Полуфинале | Финале               | Финале       | Детаљи |
| Атлетичар  | Дисциплина | Лични рекорд | Резултат      | Место         | Резултат   | Место      | Резултат             | Место        | Детаљи |
| ---------- | ---------- | ------------ | ------------- | ------------- | ---------- | ---------- | -------------------- | ------------ | ------ |
| Марио Берк | 60 м       | 6,55         | 6,64(.635) КВ | 2. у гр. 2    | 6,67(.661) | 6. у гр. 1 | Није се квалификоваo | 16 / 43 (50) |        |

### Жене
| Атлетичарка   | Дисциплина | Лични рекорд | Квалификације | Квалификације | Полуфинале            | Полуфинале            | Финале                | Финале       | Детаљи |
| Атлетичарка   | Дисциплина | Лични рекорд | Резултат      | Место         | Резултат              | Место                 | Резултат              | Место        | Детаљи |
| ------------- | ---------- | ------------ | ------------- | ------------- | --------------------- | --------------------- | --------------------- | ------------ | ------ |
| Сада Вилијамс | 400 м      | 50,11        | 52,65         | 3. у гр. 1    | Није се квалификовала | Није се квалификовала | Није се квалификовала | 27 / 44 (45) |        |
| Ешли Маршал   | Скок удаљ  | 6,80 НР      |               |               |                       |                       | 6,55                  | 11 / 14 (15) |        |